# Berakha
Dans le judaïsme, une berakha ou brakha (héb.: ברכה; pluriel ברכות, berakhot) est une bénédiction, habituellement récitée à un moment spécifique, avant de réaliser une mitzva, c'est-à-dire une prescription sainte, comme  par exemple  de consommer un mets lors de retrouvailles avec un ami.
La fonction des berakhot est de rappeler à l'homme la présence continue de Dieu à ses côtés, de mesurer l'importance de Sa providence, et de L'en remercier.
Les berakhot commencent par la formule « Baroukh ata Adonaï Elohenou, Melekh haolam, … » ("Béni es-Tu, Adonaï notre Dieu, Roi du monde, …").
Une ville à l'extérieur de Naplouse porte aussi ce nom de Berakha.

## Explications du motberakha
Il existe différents commentaires sur la signification du mot ainsi que du rôle de celui qui l'effectue :
- selon l'acception générale, "béni" rapporté à Dieu signifie "loué (digne de louanges)"[1]
- le Rashba[2], ברך (BRKH) a le sens d'"addition" et "augmentation". Sur base de ceci, l'auteur du Sefer HaHinoukh[3] écrit la berakha est une louange de la créature reconnaissant la grandeur du Créateur, Source Infinie de bonté.
- La racine de Baroukh pourrait également être Berekh (le genou), car devant Dieu, tous les genoux ploient[4].

Ces commentateurs ajoutent cependant que le terme Baroukh contient de profonds secrets de la Torah.

## Sourcehilkhatiquede la récitation des berakhot
L'obligation de réciter une bénédiction après avoir mangé se trouve dans la Torah (de oraita) Deutéronome, ainsi que la bénédiction avant d'étudier la Torah.
Les autres bénédictions ont été instituées par les Sages (de rabanam):
- les bénédictions de "jouissance" sont basées sur une sentence consignée dans le Talmud[7]: "il est interdit à l'homme de jouir de ce monde sans berakha."
- les berakhot apparaissant dans les livres de prière ont été fixées par les gens de la Grande Assemblée.

D'après une tradition rabbinique, tout Juif doit réciter 100 berakhot par jour. En semaine, la lecture de la 'Amida trois fois par jour comporte à elle seule 54 berakhot; la lecture des birkot hasha'har (bénédictions du matin) ainsi que les bénédictions de jouissance et d'autres berakhot permettent d'atteindre facilement ces 100 berakhot. 
Le jour du Sabbath, la Amida ne comportant que 7 berakhot, on a coutume d'ajouter des berakhot sur la consommation de fruits et légumes, et sur les parfums agréables.

### Types de bénédictions
Selon Moïse Maïmonide, les berakhot sont divisées en 3 types :
- Berakhot Hanehenin ("les bénédictions de jouissance"), que l'on prononce en tant que louange et reconnaissance à Dieu pour ce qu'Il nous donne, par exemple avant de prendre un repas ou de sentir des aromates.
- Berakhot Hamitzvot ("les bénédictions des prescriptions"), que l'on récite avant de réaliser une mitzva, afin de remercier Dieu pour le don de la Torah et les mitzvot aux enfants d'Israël. Les mitzvot rabbiniques ayant été instaurées afin d'aider à la réalisation des mitzvot, on récite aussi ces berakhot avant de les réaliser.
- Berakhot hasheba'h ("Les bénédictions de louanges"), qui contiennent les autres berakhot.

#### Exemples deberakhot hasheba'h
- Le Birkat Hamazon, l'action de grâce après les repas.

C'est une mitsva de la Torah que de la dire. La condition étant que la personne doit être rassasiée ou avoir ce sentiment.
C'est en toute rigueur la seule prière de oraita. Pour s'entendre à quel point on est rassasié, khazal, zekhon le berakha, affirment qu'il s'agit du volume d'une boîte d'allumettes[pas clair].
- les Birkot hasha'har, récitées au réveil.
- La Birkat Hagomel, récitée après avoir réchappé à un péril.
- Les dix-huit bénédictions de la Amida des jours ordinaires.
- Les berakhot de circonstance, comme « baroukh Dayan HaEmet » (loué soit le Juge de vérité) à l'annonce d'un décès ou d'autres mauvaises nouvelles.
- Berakhot Hahoda'a, que l'on récite pour exprimer sa reconnaissance, à la naissance d'un enfant, lors des retrouvailles avec un ami perdu de vue, etc.
- Berakhot Hareïya, les bénédictions qu'on récite à la vue d'un éclair, d'un phénomène de la nature inhabituel, comme une parhélie ou un homme particulièrement grand.

## Sens mystique ésotérique juif
La Kabbalah sur la Sefirot explique que la Miséricorde est la racine de la bonté, donc du bien. Chaque bénédiction juive tend à l'amélioration de soi-même, des autres et du monde. Elle aspire à la réalisation de tout cela pour la gloire de Dieu. 
Le Tikkun effectue donc un "adoucissement" du "jugement sévère", afin que les créatures puissent vivre avec plus de facilité, de joie et de conscience ; le bien étant certainement l’aspect transcendantal le plus spirituel, le plus idéal et le plus pieux pour l’âme et donc pour sa propre satisfaction ; c’est là aussi l’accomplissement de la prophétie selon laquelle l’ère messianique ne sera plus ni haine, ni jalousie, ni guerre, ni mort, ni mal, ni "mauvais instinct".

### Descente et continuation...
Dieu a désigné les "canaux" par lesquels les flux de la bonté et de bien fluctuent dans le monde. Ces "canaux" peuvent être ouverts par la prière. Rabbi Nahman de Bratslav explique que la prière est semblable au premier-né. Tout comme la prière ouvre les canaux de l'abondance, les enfants peuvent continuer à œuvrer dans le sens de la bonté et du bien. Si l'on n'a pas d'héritier, ces canaux d'abondance sont fermés, c'est pourquoi la Torah expose les lois de l'héritage pour s'assurer que les canaux d'abondance restent ouverts.